# Amylopektyna
Amylopektyna – organiczny związek chemiczny, mocno rozgałęziony wielocukier. Jest głównym składnikiem skrobi, stanowi otoczkę jej ziarenek (ok. 80% masy). Odpowiada za efekt pęcznienia skrobi i jej zdolności do tworzenia zoli. Ma bardzo dużą masę cząsteczkową (kilka milionów u). Jej cząsteczkę tworzą rozgałęzione łańcuchy zbudowane z około 1000 reszt glukozy.
W amylopektynie występują, podobnie jak w amylozie, wiązania α-1,4-glikozydowe, oraz dodatkowo wiązania α-1,6-glikozydowe w ilości ok. 4%. Amylopektyna rozpuszcza się w zimnej wodzie (po wcześniejszym uzyskaniu silnej dyspersji skrobi, np. przez potraktowanie dimetylosulfotlenkiem), natomiast w wodzie gorącej rozpuszcza się gorzej niż drugi składnik skrobi, amyloza.